# Soesilarishius
Soesilarishius is een geslacht van spinnen uit de familie springspinnen (Salticidae).

## Soorten
De volgende soorten zijn bij het geslacht ingedeeld:
- Soesilarishius albipes Ruiz, 2011
- Soesilarishius amrishi Makhan, 2007
- Soesilarishius aurifrons (Taczanowski, 1878)
- Soesilarishius crispiventer Ruiz, 2011
- Soesilarishius cymbialis Ruiz, 2011b
- Soesilarishius dromedarius Ruiz, 2011
- Soesilarishius lunatus Ruiz, 2011
- Soesilarishius minimus Ruiz, 2011
- Soesilarishius spinipes Ruiz, 2011